# すたあと
『すたあと』とは、NHKで2020年4月6日から放送されている教育番組である。

## 概要
(この節の出典)
小学校に入学した1年生が、楽しい学校生活を創り出すことができるようにサポートする番組。
「スタートカリキュラム」を意識し、毎日の学校生活を過ごすための様々な活動を通して、学校生活で必要な基本的なスキルを楽しみながら身に付けていく。

## すたあとのうた
(この節の出典)
番組のテーマソング。ショートバージョンとロングバージョンがある。
- 作詞・作曲
  - 坂田修一
- 編曲
  - 後藤郁夫
- 振付
  - 藤田善宏

## 放送時間
(この節の出典)
2020年度
- 月曜 9:00 - 9:05（前期、祝日を除く）
- 火曜 9:00 - 9:05（通年、祝日を除く）
- 木曜 9:50 - 9:55（後期、祝日を除く）

2021年度
- 月曜・火曜 9:00 - 9:05（通年、祝日を除く）
- 金曜 15:35 - 15:40（通年、祝日を含む）

2022年度
- 月曜・火曜 9:00 - 9:05（通年、祝日を除く）
- 木曜 9:40〜9:45（前期、祝日を除く）

## キャラクター
(この節の出典)
- すたあ先生（声：坂田おさむ）

歌や踊りが好きで、いつも手放せない鍵盤ハーモニカとアフロヘアーが自慢。
- すたあときっず

小学1年生

## スタッフ
(この節の出典)
- キャラクターデザイン
  - ササキワカバ
- アニメーション
  - 平山亮

## 各話リスト
(この節の出典)

### 2020年度
| 話数 | タイトル                       | 放送日(JST)                                               |
| ---- | ------------------------------ | --------------------------------------------------------- |
| 1    | すたあとのうたではじめよう     | 2020年4月6日、4月13日、6月22日、6月29日                   |
| 2    | じこしょうかいげえむ           | 2020年4月7日、4月14日、6月23日、6月30日                   |
| 3    | みぎひだりであそぼう           | 2020年4月20日、4月27日、7月6日、7月13日                   |
| 4    | がっこうのいちにちをうたおう   | 2020年4月21日、4月28日、7月7日、7月14日                   |
| 5    | 5もじのものをさがそう          | 2020年5月11日、5月18日、11月5日、11月10日、11月12日       |
| 6    | 3つのひんとでわかるかな?       | 2020年5月12日、5月19日、11月17日、11月19日                |
| 7    | こうていでなかまをあつめよう   | 2020年5月25日、6月1日、11月24日、11月26日                 |
| 8    | おおきなかみであそぼう         | 2020年5月26日、6月2日、12月1日、12月3日                   |
| 9    | がっこうでかずをさがそう       | 2020年6月8日、6月15日、12月8日、12月10日                  |
| 10   | 「○○さんが」げえむ             | 2020年6月9日、6月16日、2021年1月5日、1月7日               |
| 11   | なつやすみすごろく             | 2020年8月24日、8月31日                                    |
| 12   | おもいでをえにしてはなそう     | 2020年8月25日、9月1日                                     |
| 13   | おとにあわせてどうぶつになろう | 2020年9月7日、9月14日、2021年1月12日、1月14日             |
| 14   | おとをあつめよう               | 2020年9月8日、9月15日、2021年1月19日、1月21日             |
| 15   | ぼおるであそぼう               | 2020年9月28日、2021年1月26日、1月28日                     |
| 16   | なんこある?なんばんめ?         | 2020年9月29日、2021年2月2日、2月4日                       |
| 17   | ねんどのぱんやさん             | 2020年10月6日、10月8日、2021年2月9日                      |
| 18   | そとあそびびんご               | 2020年10月13日、10月15日、2021年2月16日、2月18日、2月25日 |
| 19   | いちにちあそび                 | 2020年10月20日、10月22日、2021年3月2日、3月4日            |
| 20   | がっこうしつもんげえむ         | 2020年10月27日、10月29日、2021年3月9日、3月11日           |
|      |                                |                                                           |